# Walk (België)

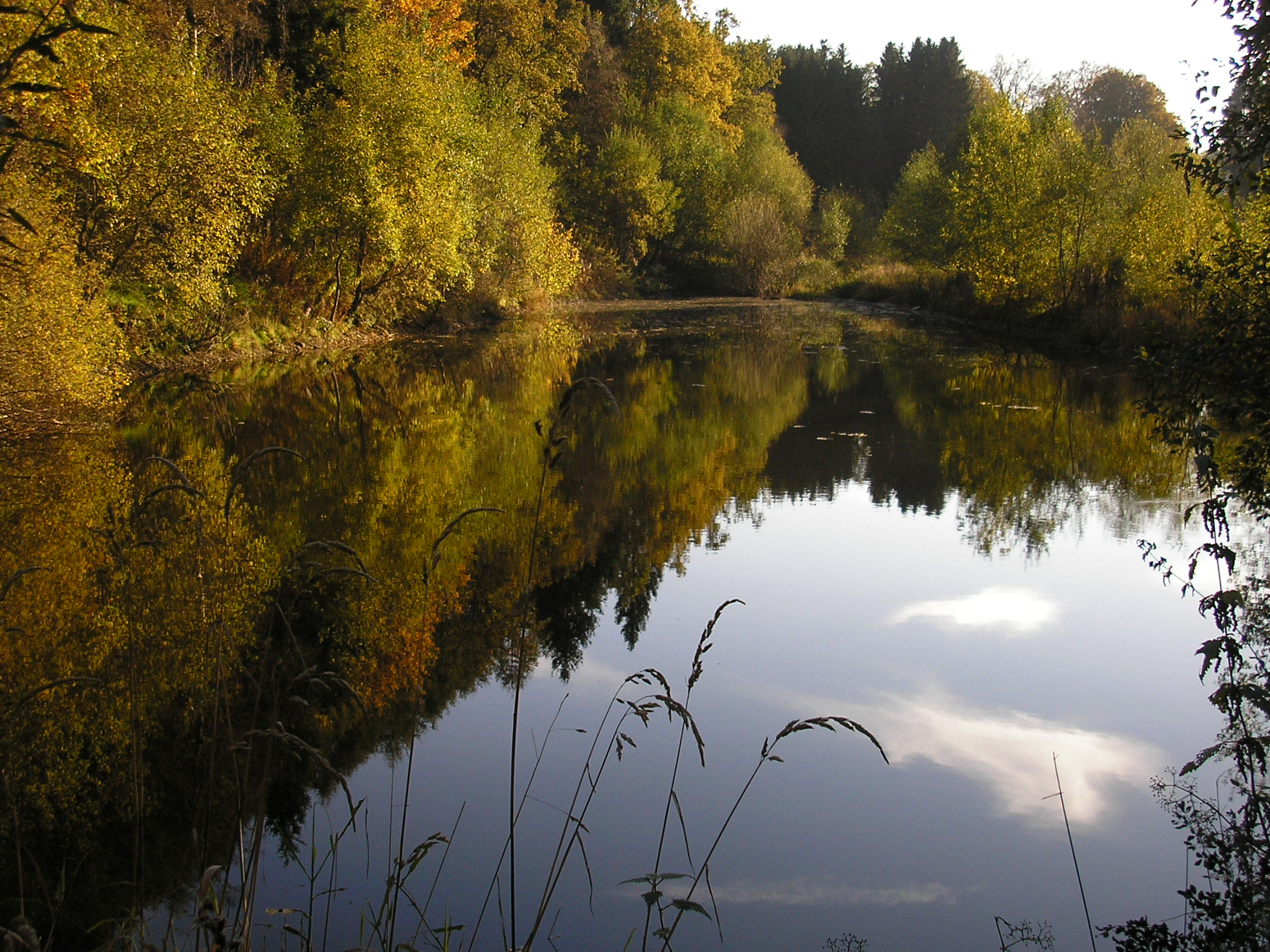

Walk is een woonkern aan de N681 in de gemeente Weismes in de Belgische provincie Luik.

## Recreatie
Tegen de grens met Malmedy ligt ten westen van Walk, bij de bushalte Walk-Hagister, het naturistische recreatiepark Le Perron Athena.
Deelgemeenten: Faymonville · Robertville · Weismes

Overige kernen: Bruyères · Champagne · Gueuzaine · Libomont · Ondenval · Outrewarche  · Ovifat · Remonval · Sourbrodt · Steinbach · Thirimont · Walk

Belgische gemeenten · arrondissement Verviers · provincie Luik · Wallonië